# Boezemweg
De Boezemweg is een straat in Rotterdam, genoemd naar de Boezem.
Ná 1897 werden de Hoge- en Lageboezem gedeeltelijk en de reserveboezem geheel gedempt. De 2de Reserveboezemstraat heette dan van 1914 tot 1918 de Kampioenstraat, een naam die herinnerde aan het door de voetbalvereniging Sparta behaalde kampioenschap. Deze vereniging oefende op het nabijgelegen excercitieveld.
De Boezemweg vormde vóór 1973 een onderdeel met de Boezemsingel. Op een plattegrond uit 1881 komt een deel van de Boezemstraat voor met de naam Abattoirstraat naar het slachthuis dat daar gevestigd was.
Sinds de Tweede Wereldoorlog is de Boezemweg onderdeel van het tramlijnennet. (Tramlijn 7, 16 en 17).
Admiraal de Ruyterweg ·
Admiraliteitskade ·
Aert van Nesstraat ·
Baan ·
Batavierenstraat ·
Beukelsdijk ·
Beursplein ·
Beurstraverse ·
Binnenweg ·
Binnenwegplein ·
Binnenrotte ·
Blaak ·
Boezemweg ·
Boompjes ·
Bosland ·
Botersloot ·
Burgemeester van Walsumweg ·
Churchillplein ·
Coolsingel ·
Coolvest ·
Eendrachtsplein ·
Eendrachtsweg ·
Geldersekade ·
Goudsesingel ·
's-Gravendijkwal ·
Haagseveer ·
Henegouwerlaan ·
Hofdijk ·
Hofplein ·
Hoogstraat ·
Jonker Fransstraat ·
Karel Doormanstraat ·
Kipstraat ·
Kolk ·
Koningin Emmaplein ·
Korte Hoogstraat ·
Kruiskade ·
Kruisplein ·
Leuvehoofd ·
Lijnbaan ·
Lombardkade ·
Maasboulevard ·
Mariniersweg ·
Mathenesserlaan ·
Mauritsweg ·
Meent ·
Museumpark ·
Oostmolenwerf ·
Oostplein ·
Oude Binnenweg ·
Parkkade ·
Parklaan ·
Pim Fortuynplaats ·
Plein 1940 ·
Pompenburg ·
Rochussenstraat ·
Saftlevenstraat ·
Schiedamsedijk ·
Schiedamse Vest ·
Schouwburgplein ·
Spaansekade ·
Stadhuisplein ·
Stationsplein ·
Stroveer ·
Van Oldenbarneveltstraat ·
Vasteland ·
Veerkade ·
Weena ·
Westblaak ·
Westerkade ·
West-Kruiskade ·
Westersingel ·
Westplein ·
Willemskade ·
Willemsplein ·
Witte de Withstraat